# Aglais xanthodes
Aglais xanthodes är en fjärilsart som beskrevs av Cabeau 1922. Aglais xanthodes ingår i släktet Aglais och familjen praktfjärilar. Inga underarter finns listade i Catalogue of Life.